# Rocky Mount, North Carolina
Rocky Mount är en stad i Edgecombe County, och Nash County, i North Carolina. Vid 2010 års folkräkning hade Rocky Mount 57 477 invånare.

## Kända personer från Rocky Mount
- James Boyd, boxare
- Mike Easley, politiker
- Phil Ford, basketspelare
- Thelonious Monk, jazzmusiker
- Mary Elizabeth Winstead, skådespelare